# Štúrovo
Štúrovo é uma cidade da Eslováquia, situada no distrito de Nové Zámky, na região de Nitra. Tem 13,44 km² de área e sua população em 2018 foi estimada em 10.186 habitantes.

## Demografia
| Ano:        | 1994   | 2004    | 2014   | 2024    |
| ----------- | ------ | ------- | ------ | ------- |
| Broj ljudi: | 13 512 | 11 290  | 10 568 | 9322    |
| Razlika:    |        | -16,44% | -6,39% | -11,79% |

| Ano:               | 2023 | 2024   |
| ------------------ | ---- | ------ |
| Número de pessoas: | 9361 | 9322   |
| Diferença:         |      | -0,41% |